# منصور عبائی
منصور عبائی، (زادهٔ ۲۹ آذر ۱۳۱۸ - درگذشتهٔ ۱۸ دی ۱۳۹۵) استاد مؤسسه تحقیقات گیاهپزشکی ایران بود. در دومین آیین نکوداشت مهندسان برجسته کشاورزی و منابع طبیعی که توسط گروه علوم کشاورزی و منابع طبیعی فرهنگستان علوم برگزار شد، وی به‌عنوان محقق برجسته منابع طبیعی سال ۱۳۹۴ انتخاب شد. او همچنین یکی از مؤسسین انجمن حشره‌شناسی ایران و رئیس هیئت مدیره آن بود.
منصور عبائی مدرک کارشناسی ارشد خود را از دانشگاه تهران در رشته گیاه‌پزشکی و دکترایش را از دانشگاه مونیخ در رشته حشره‌شناسی جنگل دریافت کرد. او که از پیشکسوتان رشته آفات و بیماری‌های جنگل در ایران به شمار می‌آمد، در اثر سفری که به مازندران برای سرکشی به شمشادهای تحت هجوم آفت شب‌پره داشت، دچار مشکلات ریوی شد و نهایتاً پس از حدود یک ماه، در ۱۸ دی ۱۳۹۵، در بیمارستان مسیح دانشوری تهران درگذشت.
عبائی چندین کتاب در زمینه‌های حشره‌شناسی و گیاه‌پزشکی نوشته است. از جمله تألیفات وی می‌توان به این موارد اشاره کرد: «آفات درختان و درختچه‌های جنگلی و غیرمثمر ایران»، «حشره‌شناسی جنگل: آفات درختان و درختچه‌های جنگلی، جنگل‌کاری‌ها، فضای سبز شهری، مناطق بیابانی و کویری»، «واژه‌نامه حشره‌شناسی (معادل‌ها و تعریف‌ها) ریخت‌شناسی بیرونی»، «تاریخ علوم منابع طبیعی ایران». وی همچنین چندین کتاب در حوزه آفات درختان زینتی و گلخانه‌ای نوشته است.